# Mizuko Masuda
Mizuko Masuda (japanisch 増田 みず子, Masuda Mizuko; * 13. November 1948 in der Präfektur Tokio) ist eine japanische Schriftstellerin.
Masuda studierte an der Universität für Landwirtschaft und Technologie Tokio (Tōkyō nōkō daigaku), wo sie 1973 einen Abschluss auf dem Gebiet der Pflanzenimmunologie erhielt. Bis 1980 unterrichtete sie im Fachbereich Biochemie der Medizinischen Fakultät an der Nihon-Universität.
Bereits ihre erste Erzählung Shigo no kankei (死後の関係, 1977) wurde für den Preis für neue Autoren der Zeitschrift Shinchō nominiert. Bis 1983 erhielt sie sechs Nominierungen für den Akutagawa-Preis. Sie wurde mit dem Noma-Literaturpreis für Jiyū jikan (1985), dem Izumi-Kyōka-Literaturpreis für Single Cell (1986) und dem Itō-Sei-Literaturpreis für Tsukuyomi (2001) ausgezeichnet.

## Werke (Auswahl)
- Blumen (Erzählung), hg. v. Eiko Saito, in: Erkundungen – 12 Erzähler aus Japan. Volk und Welt 1992. ISBN 3-353-00880-2
- Das neue Leben (Erzählung), in: Wohlgehütete Pfirsiche oder Über die Traurigkeit, hg. v. Noboru Miyazaki. Konkursbuch 1992. ISBN 3-88769-057-5
- Futatsu no haru (ふたつの春), Erzählungen, 1979
- Dōke no kisetsu (道化の季節), Erzählungen, 1981
- Mugi-bue (麦笛), Roman, 1982
- Jisatsu shigan (自殺志願), Erzählungen, 1983
- Jijū jikan (自由時間), Erzählungen, 1984
- Ie no nioi (家の匂い), Erzählungen, 1985
- Hatachi: mōjū (二十歳・猛獣), Erzählungen, 1986
- Single Cell (シングル・セル, Shinguru seru), Roman, 1986
  - Der Einzeller, Roman, 2013. Übersetzt von Heike Patzschke. Hamburg, Abera Verlag. ISBN 978-3-939876-00-7
- Hitori kazoku (一人家族), Erzählungen, 1987
- Kōsui kakuritsu (降水確率), Erzählungen, 1987
- Kinshi kūkan (禁止空間), Roman, 1989
- Come Home (カム・ホーム, Kamu hōmu), Erzählungen, 1991
- Higuchi Ichiyō (樋口一葉), Biografie, 1998
- Tsukuyomi (月夜見), Roman, 2001